# Округ Волворт (Јужна Дакота)
Волворт (енгл. Walworth County) је округ у америчкој савезној држави Јужна Дакота.

## Демографија
По попису из 2010. године број становника је 5.438, што је 536 (-9,0%) становника мање него 2000. године.
| Група             | 2000.         | 2010.         |
| Белци             | 5.153 (86,3%) | 4.472 (82,2%) |
| Афроамериканци    | 2 (0,0%)      | 6 (0,1%)      |
| Азијати           | 9 (0,2%)      | 13 (0,2%)     |
| Хиспаноамериканци | 36 (0,6%)     | 39 (0,7%)     |
| Укупно            | 5.974         | 5.438         |